# Buick Roadmaster
Buick Roadmaster var en bilmodell som tillverkades av Buick åren 1936–1958 och 1991–1996. Roadmaster hade det prestigefyllda uppdraget att vara pace car vid motortävlingen Indianapolis 500 1939. 1940-talsmodellerna var beskaffade med en 320c.i. inline 8 cylinder motor, medan de som tillverkades på 1990-talet har antingen 305 eller 350 c.i.-motorer. 1994–1995 fanns även stationsvagnen med 350 Chevrolet LT-1 på 370 hk.  